# Gary Johnson
Gary Earl Johnson (n. Minot, Dakota del Norte, el 1 de enero de 1953) es un empresario estadounidense y exgobernador del estado de Nuevo México. Fue el 29.o gobernador de Nuevo México de 1995 a 2003 por el Partido Republicano, y es conocido por su visión libertaria de bajos impuestos, y su participación regular en triatlones. En 2012 fue el candidato a la presidencia de los Estados Unidos por el Partido Libertario, y en 2016 fue escogido nuevamente como candidato a la presidencia de los Estados Unidos por el mismo partido.
Gary Johnson fundó una de las compañías de construcción más grandes de Nuevo México e incursionó en la política postulándose como gobernador en la elección para gobernador de Nuevo México de 1994 bajo una plataforma conservadora, con énfasis en la reducción de impuestos y la lucha contra el crimen. En la elección, venció al gobernador demócrata saliente, Bruce King, con el 50% de los votos contra un 40% de King. Johnson recortó el crecimiento del presupuesto estatal en un 10% usando su poder de veto como gobernador 200 veces durante sus primeros seis meses en el poder. El uso de su poder de veto durante sus dos gestiones le valieron el apodo de "Gobernador Veto".
Buscó su reelección en 1998, y la ganó con un 55% de los votos. En su segundo periodo, se concentró en la reforma de cheques escolares, además de impulsar la descriminalización de la marihuana. Durante sus dos periodos, se apegó de manera estricta a un programa en contra de los impuestos, la burocracia y registros nacionales usando su poder de veto: más que los 49 gobernadores restantes combinados. Limitado por la constitución del estado a dos periodos, Johnson no pudo volver a postularse a la reelección nuevamente.
Johnson anunció que se postularía a la presidencia por el Partido Republicano el 21 de abril de 2011. El 28 de diciembre retiró su candidatura para la nominación republicana, después de sentirse excluido del partido, y anunció que continuaría su candidatura a la presidencia como candidato a la nominación del Partido Libertario. El 5 de mayo de 2012 fue elegido como el candidato del Partido Libertario a la presidencia de los Estados Unidos. Johnson terminó tercero en las elecciones generales de 2016, obteniendo aproximadamente el 3.5% del voto popular.
Es un gran aficionado al deporte y la actividad física, habiendo participado en varias versiones del Triatlón Ironman además de haber escalado el monte Everest en mayo de 2003.

## Inicios, educación, y carrera en los negocios
Johnson nació en 1953 en Minot, Dakota del Norte de Lorraine Bostow y Earl W. Johnson. Él es de ascendencia danesa, noruega y rusa. Su padre fue un profesor de escuela pública y su madre trabajó en el Departamento de Asuntos Indígenas.
Johnson se graduó de la Secundaria Sandía en Albuquerque en 1971, donde formó parte del equipo de atletismo de la escuela. Fue a la Universidad de Nuevo México entre 1971 y 1975, donde obtuvo su BS en Ciencias Políticas. Fue allí donde conoció a su futura esposa, Denise Simms.
Cuando estaba en la universidad, Johnson realizó trabajos de carpintería y reparaciones en general para ganar dinero. Su éxito en esa área lo llevó a empezar su propio negocio, Big J Enterprises, en 1976. Cuando empezó su negocio, que se enfocó en instalaciones mecánicas, Johnson era su único empleado. La empresa tuvo su mayor oportunidad de crecimiento cuando recibió un contrato grande para la expansión de Intel en Río Rancho, elevando los ingresos de Big J a 38 millones de dólares.
Sobrecargado con su éxito, Johnson entró en un curso de time management en una escuela nocturna. En algún momento convirtió a Big J en una empresa multimillonaria con más de 1,000 empleados. Para cuando la vendió en 1999, Big J se había convertido en una de las compañías de construcción líderes de Nuevo México.

## Gobernador de Nuevo México

### Primer mandato
Johnson entró en la política por primera vez en 1994 con la intención de postularse para gobernador pero "Republicanos sabios" le aconsejaron postularse a la legislatura estatal en lugar de la gobernación. Yendo en contra de este consejo, Johnson gastó $500,000 de su propio dinero y entró en la contienda. El eslogan de la campaña de Johnson fue "Gente antes que Política". Su plataforma enfatizó en recortes de impuestos, creación de trabajos, la reducción del gasto del gobierno estatal, y la lucha contra el crimen.
Ganó la nominación del Partido Republicano venciendo al legislador estatal Richard P. Cheney con un margen de 34% a 33% en las elecciones internas, con John Dendahl y el exgobernador David F. Cargo terminando tercero y cuarto respectivamente. Johnson también ganó la elección general, derrotando al gobernador demócrata saliente, Bruce King, con un margen de 50% a 40%.
Como gobernador, Johnson siguió una política estricta de limitación del tamaño del gobierno.[cita requerida] Según Mickey D. Barnett, exmiembro del Comité Nacional Republicano, "cada vez que alguien se le acercaba con alguna nueva ley, su primera respuesta siempre era preguntar primeramente si es que el gobierno debía involucrarse en eso". Vetó 200 de las 424 leyes en sus primeros seis meses en el gobierno - un récord nacional de 48% de toda la legislación - y usó su poder de veto de puntos específicos en casi todas las otras leyes.
En su primer presupuesto, Johnson propuso una amplia gama de recortes de impuestos, entre los cuales se encontraban recortes al impuesto por remedios de prescripción, un recorte de 47 millones de dólares al impuesto sobre la renta estatal, y un recorte de 6 centavos por galón al impuesto sobre la gasolina. [cita requerida]No obstante, de todas sus propuestas, sólo el recorte al impuesto de la gasolina fue aprobada por la legislatura. Durante el conflicto entre el congreso y el ejecutivo de 1995 y 1996 en los Estados Unidos, Johnson se unió a otros 20 gobernadores republicanos en una petición a los líderes del partido en el congreso a que se mantengan firmes en sus negociaciones del presupuesto contra la administración de Bill Clinton. En los reportes de prensa de la entrega de la carta a los miembros del partido, pidió que se elimine el déficit a través de recortes proporcionales en todo el presupuesto federal.
Aunque Johnson trabajó para reducir el gasto estatal en general, durante su primer mandato el gasto en educación se incrementó en casi un tercio. Cuando las calificaciones y los índices de abandono mejoraron, Johnson cambió sus tácticas y comenzó a promocionar los cheques escolares - un punto importante en las batallas por el presupuesto en su segundo término.
Al igual que otros estados del suroeste, Nuevo México debe lidiar con escasez de agua potable y amenazas de sequía, y estos fueron problemas que se agravaron a finales de los años 1990. En 1998, Johnson estableció un equipo estatal de respuesta a las sequías; lo que resultó en un esfuerzo coordinado entre oficiales estatales y locales para la anticipación de las condiciones de sequía y la diseminación de información cuando estas ocurrían.

### Segundo mandato
En 1998, Johnson se postuló para la reelección como gobernador en contra del alcalde de Albuquerque, Martin Chávez. En su campaña, el prometió continuar las políticas de su primer periodo: mejorar la educación; recortar el gasto estatal, los impuestos y la burocracia; y usar su poder de veto frecuentemente. El partido demócrata tenía la intención de vencer a Johnson al presentarse con un fuerte candidato hispano en un estado con una población hispana del 40%, pero Johnson ganó con un margen de 55% a 45%, convirtiéndolo así en el primer gobernador de Nuevo México en servir dos mandatos luego de que los límites de reelección hayan sido extendidos a dos términos en 1991.
Johnson convirtió la promoción de cheques escolares un tema fundamental de su segundo mandato. En 1999, propuso el primer sistema de cheques escolares estatal en los Estados Unidos, que involucraría a 100,000 estudiantes en su primer año. Ese año vetó dos presupuestos que no incluían un programa de cheques escolares y el gobierno estatal se vio amenazado con una paralización. Finalmente Johnson cedió a la mayoría demócrata en ambas cámaras de la legislatura de Nuevo México, las cuales se oponían al plan. Johnson firmó el presupuesto, pero vetó $21 millones, o un 0.5% del mismo.
En 1999, Johnson se convirtió en uno de los funcionarios electos de más alto rango en los Estados Unidos en apoyar la legalización de la marihuana. Diciendo que la Guerra contra las drogas era una "trampa cara", abogó por la descriminalización del uso de la marihuana y se concentró en políticas de reducción de daños para todas las otras drogas ilegales. Comparó las intenciones de hacer cumplir las leyes contra las drogas con los intentos fallidos de prohibir el alcohol. Indicó que la mitad de lo que el gobierno gasta en la policía, cortes y prisiones es para procesar a personas que han infringido en alguna ley contra las drogas. Sugirió que el problema del abuso de drogas debería tratarse como un asunto de salud, y no como un tema criminal. Su enfoque le valió el apoyo del ícono conservador William F. Buckley, al igual que el del Instituto Cato y la revista Rolling Stone.
En el año 2000, Johnson propuso un plan de cheques escolares aún más ambicioso que el que había propuesto el año anterior, bajo el cual cada padre recibiría $3,500 por hijo para educación en cualquier escuela privada o parroquial. Los demócratas buscaban un aumento en el presupuesto de educación de 90 millones de dólares sin incluir los cheques, y cuestionaron la solicitud de Johnson de mayor financiamiento para prisiones estatales, luego de que se había opuesto a la apertura de dos prisiones privadas. Las negociaciones entre el gobernador y la legislatura fueron aguerridas, nuevamente amenazando con una paralización del gobierno.
Ese mismo año, Nuevo México fue azotado por el incendio del Cerro Grande, La forma en que Johnson se enfrentó al desastre le valió elogios por parte de The Denver Post, el cual observó que:

(Johnson) estuvo por toda la región afectada por el incendio del Cerro Grande la semana pasada. Ayudó a los reporteros a entender donde se dirigía el fuego cuando oficiales del Servicio Forestal de menor nivel no podían hacerlo, aceleró el proceso burocrático para involucrar a agencias estatales y federales y la Guardia Nacional, e incluso ayudó a apagar un poco de fuego con sus pies.
En una visita a Los Álamos el anterior miércoles, cuando vio un poco de llamas extenderse a través del césped, hizo que su chofer detuviera el carro. Saltó del auto y pisoteó las llamas, cosa que también hizo su esposa y algunos de los miembros de su staff.

El liderazgo de Johnson durante los incendios fue elogiado por el congresista demócrata Tom Udall, quien dijo: "Yo pienso que la verdadera prueba de liderazgo se da cuando tienes circunstancias como ésta. El sacó sus reservas de energía y ha sido un excelente líder bajo circunstancias muy difíciles aquí".
Rechazó los esfuerzos hechos por el Partido Libertario para reclutarlo como su candidato a las elecciones presidenciales en el año 2000, indicando que él era un firme republicano.

### Legado
En una entrevista con la revista Reason en enero de 2001, los logros de Johnson durante su gobernación fueron descritos de la siguiente manera: "ningún aumento de impuestos en seis años, un gran programa de construcción de carreteras, la transición de Medicaid a managed care, la construcción de dos nuevas cárceles privadas, el recorte de 1,200 empleados estatales y el veto a un número récord de leyes".
Andrew Sullivan citó que Johnson "es muy respetado en su estado por su excelente liderazgo durante sus dos periodos como gobernador. Recortó el tamaño del gobierno estatal durante su primer mandato y dejó al estado con un superávit bien alto."
Según un periódico de Nuevo México, "Johnson dejó al estado fiscalmente sólido", y fue "probablemente el gobernador más popular de la década... dejando al estado con un superávit de mil millones de dólares". El The Washington Times reportó que cuando Johnson dejó su puesto, "el tamaño del gobierno estatal había sido reducido en forma sustancial y Nuevo México gozaba de un amplio superávit".
Según el perfil de Johnson en el National Review, "Durante sus mandatos, vetó más leyes que los otros 49 gobernadores combinados — 750 en total, un tercio de las cuales habían sido propuestas por legisladores republicanos. Johnson también utilizó su poder para vetar líneas específicas de las leyes en miles de ocasiones, atribuyendo a sus vetos la eliminación del déficit de Nuevo México y el recorte del crecimiento del gobierno del estado a la mitad." Johnson ha "dicho que sus numerosos vetos, solo dos de los cuales fueron anulados, venían de su filosofía de analizar a todas las cosas según su relación costo-beneficio y que su hacha cayó tanto sobre republicanos como demócratas."

## Vida pos-gobernación

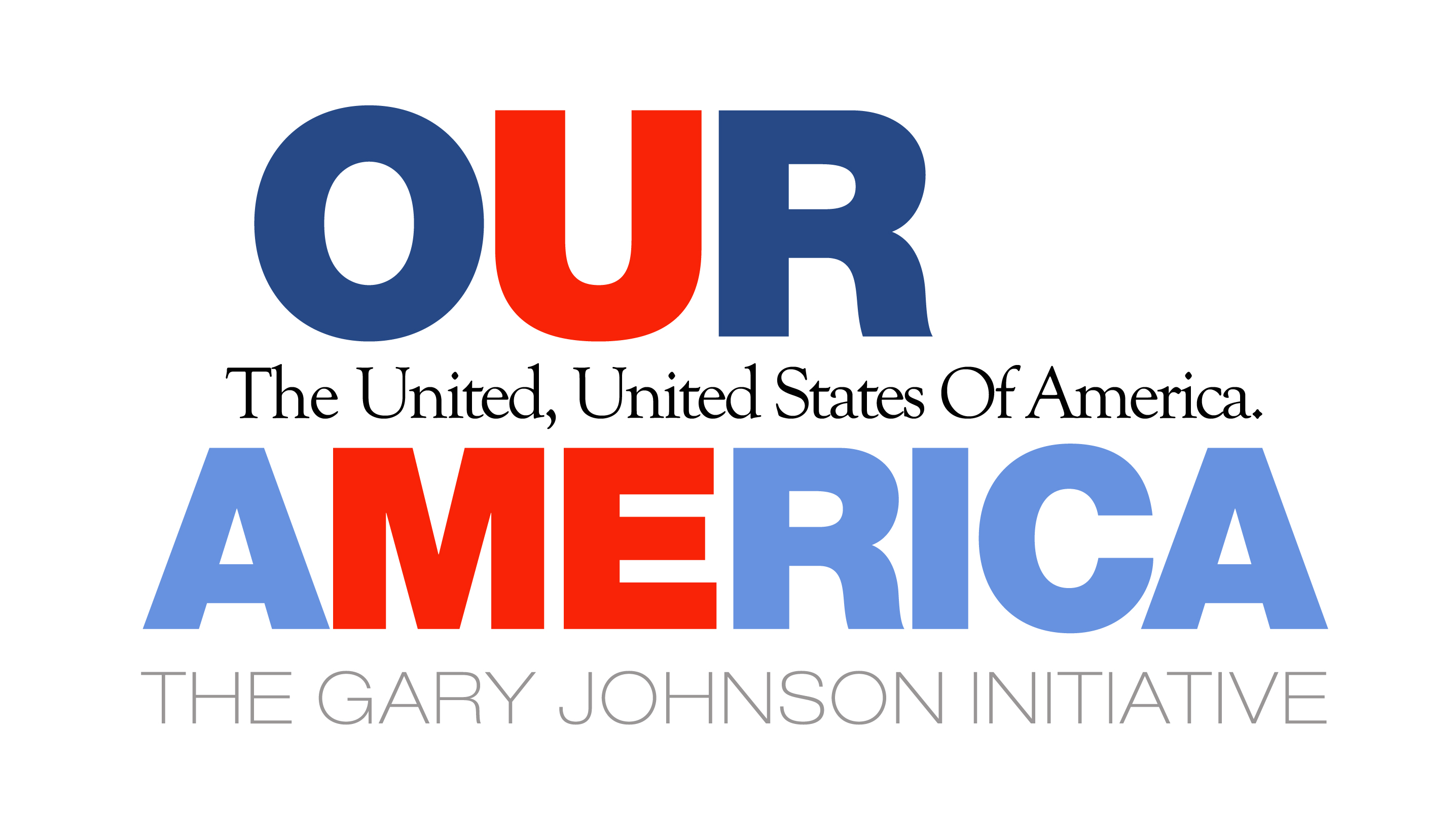
Logo de la iniciativa Our America, la cual fue fundada por Johnson en 2009.

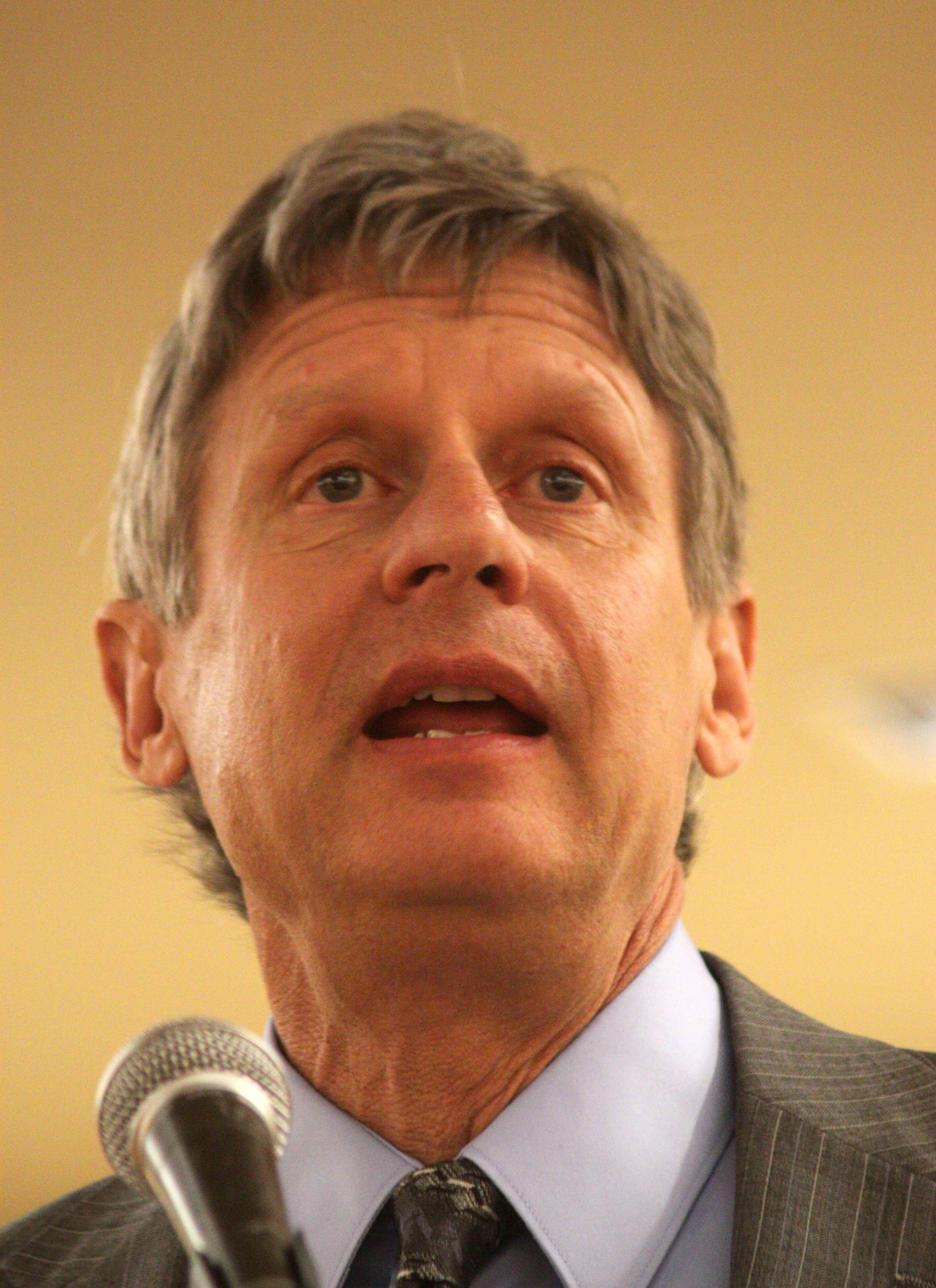
Johnson hablando en un evento de Nullify Now! en el centro de Phoenix en enero de 2011.

Johnson estaba limitado por la constitución del estado, por lo que no pudo postularse para un tercer mandato como gobernador en 2002. Durante las elecciones presidenciales de 2008, Johnson dio su apoyo a Ron Paul para la nominación del partido republicano.
Johnson es parte del Comité Asesor de los Estudiantes por una Política de Drogas Sensata, una organización estudiantil sin fines de lucro que considera que la guerra contra las drogas debe revaluarse. También es parte de la junta directiva de Students For Liberty, una organización política para personas en edad universitaria.

## Campaña presidencial de 2012

### Acontecimientos previos
Johnson indicó que estaba interesado en postularse a la presidencia de los Estados Unidos en la elección general de 2012. En diciembre de 2009, Johnson contrató al estratega Ronald T. Nielson de NSON Opinion Strategy para que organice el comité 501(c)(4), Our America Initiative. Nielson ha trabajado con Johnson desde 1993 cuando se encargó de administrar su campaña gubernatorial.
En la edición del 20 de abril de 2009 de la revista The American Conservative, Bill Kauffman le dijo a sus lectores que "estén atentos" a la campaña presidencial de Gary Johnson en el 2012, reportando que Johnson le había dicho que "estaba manteniendo sus opciones abiertas para el 2012" y que "tal vez iría por la nominación presidencial republicana en 2012 como un candidato anti-guerra, anti-Fed, pro-libertades personales, pro-recorte de gastos del gobierno — en otras palabras, un Libertario al estilo Ron Paul".
Durante una aparición el 24 de junio de 2009 en Freedom Watch en Fox News, el anfitrión Andrew Napolitano le preguntó a Johnson si se postularía a la presidencia en 2012, a lo que Johnson respondió que pensaba que era inapropiado el expresar abiertamente sus deseos antes de darle una oportunidad a Obama de demostrar lo que podía hacer, pero continuó diciendo que "parece que las libertades personales están siendo botadas por la ventana cada vez más y más".
En una entrevista del 26 de octubre de 2009 con Steve Terrell del Santa Fe New Mexican, Johnson anunció su decisión de formar un comité llamado Our America Iniative para ayudarle a recolectar fondos y promover ideas libertarias. La medida llevó a la prensa y a los seguidores de Johnson a especular de que estaría preparando el terreno para una campaña para la presidencia en 2012.
A lo largo de 2010, Johnson desvió repetidamente cualquier pregunta sobre una posible campaña para la presidencia en 2012, indicando que la condición de 501(c)(4) de su organización le prohibía expresar intenciones de postularse para un cargo político a nivel federal. Sin embargo, se mantuvo muy vocal sobre los problemas que afectaban el país, en particular "el tamaño y el costo del gobierno" y "los déficits y la deuda que han amenazado con consumir la economía estadounidense, y que representan la amenaza número a uno a nuestra seguridad nacional".

### CPAC 2011
En febrero de 2011, Johnson fue uno de los presentadores destacados tanto en el Conservative Political Action Conference (CPAC) y en el Republican Liberty Caucus. En el CPAC, "La gente gustó de él - incluso cuando presentó algunos de sus puntos más controversiales." Johnson terminó empatado en el tercer lugar con el gobernador de Nueva Jersey, Chris Christie, en la encuesta extraoficial del CPAC, quedando detrás sólo de Ron Paul y Mitt Romney (y por delante de importantes figuras como el ex Presidente de la Cámara de Representantes, Newt Gingrich, el exgobernador de Minesota, Tim Pawlenty, el gobernador de Indiana Mitch Daniels y la exgobernadora de Alaska, Sarah Palin). David Weigel de la Revista Slate indicó que Johson había sido el segundo más grande ganador de la conferencia, escribiendo que su "obtención del tercer lugar en la encuesta extraoficial le dio a Johnson su primer enganche real con la prensa... conoció a muchos reporteros, tuvo un pequeño melé luego del voto, y ahora es un caballo negro con un tono un poco más claro".

### Campaña en las elecciones primarias
El 21 de abril de 2011 Johnson anunció vía Twitter, "Voy a postularme a la presidencia" ("I am running for president"). Luego de su anuncio dio un discurso en el edificio del Congreso de Nuevo Hampshire en Concord. Fue el primero de un gran número de candidatos que anunciarían sus candidaturas para la nominación presidencial del Partido Republicano.
Johnson eligió a Ron Neilson, el director de sus dos campañas gobernatoriales en Nuevo México, como su director de campaña. Como resultado de esto, su campaña está siendo dirigida desde Salt Lake City, Utah. El consejero en asuntos económicos de Johnson es el profesor de economía de la Universidad de Harvard, Jeffery Miron.
Inicialmente, Johnson tenía la esperanza de que Ron Paul no se postulara a la presidencia, para que de esta manera Johnson pudiera acaparar toda la red de votantes libertarios de Paul. Johnson incluso viajó a Houston a contarle a Paul sobre su decisión en persona. No obstante, Paul anunció su candidatura el 13 de mayo de 2011.
Johnson participó en el primer debate presidencial del partido republicano organizado por Fox News en Carolina del Sur el 5 de mayo de 2011, junto a Herman Cain, Ron Paul, Tim Pawlenty, and Rick Santorum. Mitt Romney y Michele Bachmann no participaron.
Johnson fue excluido de los siguientes tres debates del 13 de junio (organizado por CNN en Nuevo Hampshire), el 11 de agosto (organizado por Fox News en Iowa), y el 7 de septiembre (organizado por CNN en California). Luego de ser excluido la primera vez, Johnson hizo un video de 43 minutos respondiendo a todas las preguntas del debate y lo publicó en Youtube.
 La primera exclusión, la cual fue publicada públicamente, le dio a Johnson "un pequeño empujón" al reconocimiento de su nombre y produjo "un pequeño aumento" en las donaciones. Pero "en el largo plazo las consecuencias fueron terribles".  Para el trimestre que concluía el 30 de junio, Johnson apenas había recaudado $180.000. Pese al hecho que, en algunas encuestas, Johnson estaba por encima de Rick Santorum o Jon Huntsman, quienes fueron invitados a los debates, Johnson no fue invitado.
Luego, el 21 de septiembre, ya que Johnson había alcanzado por lo menos 2% en las últimas encuestas, Fox News decidió que podía participar en un debate en Florida el 23 de septiembre, el cual estaba siendo coorganizado con el Partido Republicano de Florida (el partido protestó la inclusión de Johnson). Johnson participó, presentándose junto a Michele Bachmann, Herman Cain, Newt Gingrich, Jon Huntsman, Ron Paul, Rick Perry, Mitt Romney, y Rick Santorum. Durante el debate, Johnson proveyó lo que muchos medios, incluyendo a Los Angeles Times y a Time, calificaron como la mejor frase de la noche: "Los dos perros de mi vecino han creado más trabajo listo para ser recogido que esta administración". Entertainment Weekly incluso fue de la opinión de que Johnson había ganado el debate.
Pese a que Johnson centró gran parte de sus actividades proselitistas en la primaria de Nuevo Hampshire, el 29 de noviembre de 2011 anunció que ya no haría más campaña allí "dada su incapacidad de obtener tracción con la primaria a un poco más de un mes". Hubo especulación en la prensa de que podía buscar la elección como candidato del Partido Libertario, algo que Johnson admitió estaba considerando hacer. En diciembre, Político reportó que Johnson abandonaría las primarias republicanas y anunciaría su intención de obtener la nominación del Partido Libertario en una conferencia de prensa el 28 de diciembre.
Al mismo tiempo instó a sus seguidores a votar por Ron Paul en las primarias republicanas.

### Cambio al Partido Libertario
El 28 de diciembre de 2011, Johnson retiró su candidatura para la nominación presidencial del Partido Republicano y declaró que continuaría su campaña y buscaría la nominación del Partido Libertario. Al mismo tiempo, exhortó a sus seguidores en el Partido Republicano a votar por Ron Paul en las primarias.
El 5 de mayo de 2012 fue elegido como el candidato presidencial del Partido Libertario en la convención del partido en Las Vegas, Nevada. Johnson fue elegido con más del 70% del total de los votos. Su candidato a la vicepresidencia es James P. Gray, un exjuez del Condado de Orange en California.

### Elecciones generales
En las elecciones generales celebradas el 6 de noviembre de 2012, Johnson obtuvo aproximadamente el 1% del voto popular. Su mayor cantidad de votos vinieron de su estado, Nuevo México, donde obtuvo el 3.5% de los votos. La cantidad de votos recibida por el exgobernador a nivel nacional significó un nuevo récord para el Partido Libertario.

## Posiciones políticas
En general, Johnson es conservador en lo fiscal, libertario en lo social, y tiene una marcado apego a una filosofía de gobierno limitado.
Johnson está a favor de la simplificación y la reducción de impuestos.  Durante su gobernación, Johnson recortó los impuestos catorce veces y nunca los aumentó.  Debido a su posición con respecto a los impuestos, David Weigel de la Revista Slate lo ha descrito como "el candidato original del Tea Party".
Johnson apoya el balanceo del presupuesto federal en forma inmediata. Apoya recortes de gastos gubernamentales, incluyendo Medicare, Medicaid y otros programas de Seguridad Social. Sus planes incluyen el recorte de Medicare y Medicaid en un 43% y convertirlos en programas de paquetes de ayuda federales, y cuyo control de gastos quede en manos de los estados para crear "cincuenta laboratorios de innovación". Aboga por una ley que permita que los estados declaren bancarrota y descarte expresamente el rescate de cualquiera de ellos.
Se opuso a la participación de Estados Unidos en la Guerra en Afganistán y la Guerra Civil de Libia. También se opuso desde un principio a la guerra de Irak, y ha hecho un llamado para terminar con la presencia estadounidense en ese país de inmediato.

## Vida personal

### Familia
Johnson estuvo casado con Dee Johnson (neé Simms) (1952-2006) entre 1977 y 2005. Como primera dama, estuvo involucrada en campañas en contra del cigarrillo y el cáncer de mamas, y supervisó la expansión de la Mansión del Gobernador. Inició su separación en mayo de 2005, y anunció que se estaban divorciando cuatro meses después.

Dee Johnson murió en forma inesperada el 22 de diciembre de 2006 a los 54 años. Se determinó en febrero del año siguiente que su muerte había sido causada por enfermedad cardíaca hipertensiva. El columnista sindical John Dendahl expresó su sorpresa por su muerte, ya que había estado "muy viva" tan solo dos semanas antes. Luego de su muerte, Johnson dijo, "la gente no pudo haber tenido un mejor voluntario número uno, porque eso fue lo que ella era. Cualquiera que haya sido el problema, siempre estaba ahí para ayudar".
Johnson y su fenecida esposa tienen dos hijos mayores: una hija, Seah (nacida en 1979), y un hijo, Erik (nacido en 1982).
Actualmente está comprometido con Kate Prusack, una agente inmobiliaria de Santa Fe, con la cual comenzó a salir en 2008 luego de conocerse andando en bicicleta. Johnson le propuso matrimonio en el teleférico del Taos Ski Valley en Nuevo México. Viven juntos en Taos, Nuevo México en una casa que él mismo construyó.

### Historial electoral
|  | 49.81% |

|  | 39.92% |

|  | 10.26% |

|  | 54.53% |

|  | 45.47% |

|  | 50.4% |

|  | 48.1% |

|  | 1% |

|  | 46.4% |

|  | 47.9% |

|  | 3.2% |